# DVB-SH
System DVB-SH – (ang. Digital Video Broadcast Satellite services to Handhelds) jest odmianą systemu DVB, dostosowaną do urządzeń przenośnych, np. telefonów komórkowych.
System zapewnia znakomity odbiór wewnątrz i na zewnątrz pomieszczeń. 
Obsługuje większą przepustowość w modulacji 64QAM, dzięki czemu możliwa jest transmisja sygnału w kodeku H.264 (x264), który jest obecnie standardem obrazu wysokiej rozdzielczości dla telewizorów 4K i 8K - podobnie jak DVB-S2.